# Shigeyuki Nakarai
Shigeyuki Nakarai, noto anche con lo pseudonimo di Shigekix (半井 重幸?, Nakarai Shigeyuki; Osaka, 11 marzo 2002), è un ballerino giapponese che ha rappresentato il Giappone ai Giochi della XXXIII Olimpiade nella gara maschile di break dance.

## Biografia

### Carriera
Shigeyuki partecipa ai Giochi mondiali 2022 di Birmingham, Alabama, vincendo la medaglia di bronzo nella competizione maschile di break dance.
L'anno successivo prende parte ai Giochi asiatici del 2022, tenutisi a Hangzhou, in Cina, dal 23 settembre all'8 ottobre 2023. Ai Giochi vince la medaglia d'oro nella gara maschile di break dance e viene scelto come portabandiera per la cerimonia di chiusura. Grazie a questa vittoria, il ballerino guadagna un posto diretto per le gare maschili di break dance delle Olimpiadi di Parigi 2024, diventando il primo asiatico a qualificarsi per le gare olimpiche di break dance.
Il 10 agosto 2024 gareggia nella competizione maschile di break dance delle Olimpiadi di Parigi 2024. Nella fase a gironi compete contro lo statunitense Victor e il connazionale Hiro10, vincendo entrambe le volte, mentre conclude con una pareggio la battaglia con il cinese Lithe-ing. Posizionadosi alla seconda posizione del gruppo, Shigeyuki riesce ad accedere ai quarti di finale, battendo l'olandese Menno, per poi essere sconfitto alle semifinali dal canadese Phil Wizard. Alla gara per il bronzo, il ballerino giapponese cede allo statunitense Victor, posizionandosi al quarto posto della classifica complessiva.